# Dj yogurt
DJ YOGURT（ディージェー・ヨーグルト）は、日本のDJ。DJ ヨーグルト、UPSETS。UPSET RECORDINGS 所属。

## 概要
1990年にセカンド・サマー・オブ・ラブの衝撃を受け、1992年までアジア〜ヨーロッパ放浪。
1996年からDJを開始。1993年から2008年まで15年の間、ディスクユニオン、CISCOテクノ店、STYLUS、JET SET等のレコード店でバイヤーとして勤務。
1996年にDJを開始、1998年には音楽製作ユニットUPSETSと、自身のレーベルUPSET RECORDINGSを始動。その後、年に1～2枚ペースで毎年音源をリリースする傍ら、2005年以後は大小60以上のパーティに参加、2007年以後は毎年70以上の国内各地のパーティに参加している。

## History
1996年にDJを開始。1998年には音楽製作ユニットUPSETSと、自身のレーベルUPSET RECORDINGSを始動。
2001年にUPSET RECORDINGSからCDでリリースした"SOUND OF SLEEP"は、自身がライフワークと呼ぶ「眠る時に聴きたい音楽」で、その後2003年には最初のYOGURTソロアルバムとして"SOUND OF SLEEP BY YOGURT FROM UPSETS"をリリース。
2002年には"SOUND OF SLEEP"とは違う方向性で制作したUPSETSの2NDアルバム"CRUISIN WITH"をUPSET RECORDINGSからリリース。民族音楽志向と電子音楽志向を同時に実現させようとした実験色の強い内容になっている。
2003年にはNUMBとHANUMANDのユニット虻の曲をUPSETSがリミックスしたVERSIONと、UPSETSの実験精神が濃厚に詰まった「SLIPPIN' SLIDIN'」を収録した12インチをUPSET RECORDINGSからリリース。「SLIPPIN' SLIDIN'」は早すぎたDUB STEPともいえる斬新な曲。2001年にUPSETSがリリースした1ST 12インチシングル"UNCONVENTIONAL EP"に続く2ndシングル。"SOUND OF SLEEP"以外のリリース作品はダンスフロアを揺るがすグルーヴの曲が多く、特にアナログでリリースしている作品は、2005年以後にリリースしたものに関してはダンスフロアで通用することを重要視していることが伝わってくる仕上がりになっている。
2005年にはKOYO(SAX)、ARATA(GUITAR)、HISASHI(DRUM)の三人組ジャムバンドZEROと共同制作したアルバム"GROOVE ON"をUPSETS FEAT ZERO名義でTRI-EIGHT PRODUCTIONからリリース。アンビエントユニットと誤解されがちなUPSETSのダンス志向を明確に打ち出した、アフロ～ジャズ～ロック～電子音楽が渾然一体となり絡み合うアルバムに仕上がっている。このアルバムがDJ UとDJ YOGURTが共同で制作した最後の作品になった。
アルバムからはアルバムリリース前の先行シングルとして"FAVORITE GROOVE C/W ETHNO"を12インチでリリース。続いてDJ KENSEIによる壮絶なEDITが施された傑作"ETHNO(DJ KENSEI RE-EDIT) "をA面に、B面には"GROOVE ON AND ON AND ON(DJ YOGURT EDIT) "を収録した12インチを1枚目の12インチと同様にTRI-EIGHT PRODUCTIONからリリース。このDJ KENSEIのRE-EDIT VERSIONはDJ光を始め、多くの日本人アンダーグラウンド系のDJ達にヘヴィープレイされ、DJ YOGURTの知名度が高まるきっかけになった。

その後2009年に"BLASTHEAD"のTETSUが"GROOVE ON&ON&ON"をREMIXしたVERSIONをA面に、SAIDRUMが"ETHNO"をREMIXしたVERSIONをB面に収録した3枚目の12インチをリリースして、"GROOVE ON"プロジェクトは終了した。
2007年には京都のジャムバンド NABOWAの楽曲"POLE POLE"をKOYASと共同でリミックス。この時が初めてのKOYASとの共同制作で、このNABOWAのREMIXを収録した12インチがすぐに完売となり、多数の人達から絶賛されたことで、"YOGURT&KOYAS"としての制作がこの後続くことになる。
2008年にLASTRUMからリリースされたシングル集"DJ YOGURT PRESENTS SINGLES&REMIXES 2005 TO 2008"からはYOGURTのダンスへの強いこだわりが感じられる曲が揃っている。
2009年には、JEBSKI & YOGURTの3枚目と4枚目の12インチシングルと初のアルバムを、曽我部恵一が主宰するROSE RECORDからリリース。
更に大阪の素晴らしいVJユニット"BETALAND"が"SOUND OF SLEEP"を聴きつつ制作した映像作品を収録したDVDと、"SOUND OF SLEEP BY YOGURT FROM UPSETS"収録曲の別ヴァージョンや、未発表曲、レア曲をまとめたCDが二枚組になっている"SOUND OF SLEEP WITH BETALAND"をMASTER OF LIFEとUPSET RECORDINGSの共同でリリース。
2010年3月にはKOYAS PRODUCTIONとのコラボで、KLF/CHILL OUTにオマージュを捧げたアンビエントアルバムをTHIRD EARからリリースした。
2010年10月にはYOGURTの主宰レーベルUPSET RECORDINGSからCD"SOUND OF SLEEP AND MEDITATION"をリリース。
"SOUND OF SLEEP"は2001年にYOGURTの当時のユニットUPSETSがリリースしたアンビエントアルバムのタイトルで、YOGURTがその後ライフワークとして取り組んでいる「眠りの為の音楽」「感覚が鋭敏な状態の時に神経を休ませる音楽」というコンセプトで制作した1枚目のアルバムで、その後"SOUND OF SLEEP"はYOGURTが2003年にソロアルバムとして2枚目のリリース。
2009年には大阪のVJユニットBETALANDの制作した映像とのコラボレーション作品"SOUND OF SLEEP WITH BETALAND"を3枚目の"SOUND OF SLEEP"としてリリース。
2010年にリリースした"SOUND OF SLEEP AND MEDITATION"は4枚目の"SOUND OF SLEEP"になる。2010年10月、"SOUND OF SLEEP AND MEDITATION"と同時期に、こちらは「週末のクラブの一番混み合う時間帯にダンスフロアを盛り上げるトラック」というコンセプトでYOGURT&KOYASが制作した12インチ"INTO THE PEAK C/W RIDE IT ON"をUPSET RECORDINGSからリリース。YOGURT&KOYASのテクノへの愛情が伝わる仕上がりの2曲を収録している。
2011年1月には関西の大所帯ビッグバンド奇妙礼太郎トラベルスイング楽団のヒット曲"機嫌なおしておくれよ"をYOGURT&KOYASがREMIXしたVERSIONと、オリジナルVERSIONを収録した12インチ"機嫌なおしておくれよREMIX"がUPSET RECORDINGSとSNEEKER BLUES RECORD、JET SETの共同リリースにより実現。
B面には奇妙礼太郎とマッカーサーアコンチのアチャコ、しゃかりきコロンブスのNHKらの不定形ユニットALPS! が2007年に制作した名曲"CALIFORNIA/カルフォルニア"を、YOGURTの依頼で奇妙礼太郎トラベルスイング楽団がカバーしたVERSIONと、YOGURT&KOYASがREMIXしたVERSIONを収録している。
2013年以後はKOYASとの活動を停止して共作も途絶え、その後の楽曲制作はその都度共作者を変えつつ、2016年以後はNUBO名義でも活動しているMOJAと楽曲制作をおこない、DJ YOGURT&MOJAの名義でリリースしている。

## Clubs
DJ YOGURT が都内で2010年から2021年にかけて DJをおこなったお店
- 渋谷／CLUB ASIA・MITSUKI・CIRCUS TOKYO・VISION・WOMB・OR・R-LOUNGE・COZMOS CAFE・RUBYROOM・BRIDGE・ZU BAR・EN SOF（閉店）
- 代官山／DEBRIS・ユニット・サルーン・ユナイス（閉店）・代官山AIR（閉店）
- 表参道/ VENT
- 青山／蜂・TUNNEL・ZERO・THMC・青山OATH（現RED BAR)
- 神宮前／BONOBO
- 原宿/ SANKEYS
- 恵比寿／リキッドルーム・リキッドロフト・BATICA・LIFE IS BEAUTIFUL
- 銀座/SUKI BAR
- 西麻布/TRAFFIC
- 三軒茶屋 / 天狗食堂・32016
- 池袋 / ONE'S
- 中目黒／SOLFA
- 六本木／ELEVEN（閉店）
- 新宿／SPACE・OPEN・ローリングストーン（閉店）
- 幡ヶ谷/ FOREST LIMIT
- 中野／ヘヴィーシックゼロ
- 東高円寺／グラスルーツ
- 下北沢／CITY COUNTRY CITY
- 吉祥寺／WARP・STAR PINES CAFE・CHEEKY
- 国立 / 地球屋
- 八王子／シェルター
- 福生/ DISCO EDDIE'S
- 浅草 / PURE'S 等など。

地方のイベント/パーティーからの招聘も多く、頻繁にDJをおこなっている。2010年以後にDJ YOGURTがDJをした東京以外の箱を下記に列挙
- 神奈川 ／* 江の島オッパーラ・横須賀BAR SHELL・平塚HAPPY MOUNTAIN BAR・藤沢 常夏・藤沢FREECULTURE・横堀海岸みなとや・野比海岸HALFMOON・横浜THUMB'S UP・横浜BAYHALL・川崎NEPTUNE
- 北海道 ／*札幌・ PRECIOUS HALL ／ *札幌・HAKATA ／ * 旭川・TRIBE ／ * 岩見沢CLUB DOPE ／ *苫小牧・ROOTS ／ *ニセコ・BAR EDGE NISEKO
- 金沢 / パペロ
- 福井 / CASA
- 山形／SANDINISTA
- 宮城 ／*仙台ADD（閉店）・PANGAEA（閉店）
- 群馬 ／* 高崎WALL／* 太田RAISE
- 長野 ／LIVE HOUSE J／* 白馬・UFO STUDIUM・TRACKS BAR　*上田
- 静岡 ／DAZZ BAR・ラディシャン・FREAKY SHAW／*浜松/OVERDUB・PLANET CAFÉ
- 愛知 ／*名古屋・MAGO・KALAKUTA DISCO・ATLANTIS・BUDDAH／*岡崎・RAGSLOW／*豊橋・GRAND SPACE QUARK
- 三重 ／*四日市SUBWAY-BAR
- 岐阜 ／ ANTS・9153・EMERALDA（閉店）
- 京都 ／METRO・WORLD・UrBANGUILD
- 大阪 ／EXODUS・名村造船所跡地クリエイティブセンター大阪
- 兵庫／ 神戸NAGOMIBAR
- 鳥取／*米子BREAKS
- 岡山 / EBISUYA PRO
- 広島／ ONDO・EDGE
- 福山 / MONDO CAFE
- 山口／*周南ハシエンダ
- 大分／BOYCE
- 福岡／*博多・KEITH FLAC／*小倉・ROCKARROWS・MEGAHELTZ・DIG IT!DIG IT!(閉店） ／*久留米SOUL SONIC BAR
- 宮崎・OFFICE一条
- 高知／・LOVE JAMAICAN・オタマジジャクシー（閉店）
- 愛媛／*松山・音溶
- 沖縄/ VERONA
- 奄美大島 / ASIVI 等など。

## Episodes
- アンビエントからR&B、HIP HOP、ブレイクビーツ、ハウス、テクノ、ディスコ、ジャズ、ラテン、アフロ、ロック、パンク/ニューウェーブ、民族音楽、現代音楽等など選曲の幅が広く、出演するイベントやPARTYのコンセプトと自身の感覚が共鳴するDJ PLAYを志向している。
- テクノやハウス系のパーティーでは4つ打ちの曲をかけ続けることもあり、逆にバンドとバンドの間にDJするような時は4つ打ちをかけることはあまり無い。
- これまでにHALF DAYS@MIXROOFFICEで12時間DJをおこなった他、江の島オッパーラで7時間DJをやったり、渋谷AMRAXで5時間DJをおこなう等、長時間にわたるDJプレイも年に数回おこなっていて、長時間DJする場合はその選曲は多岐にわたる。2015年2月から毎月第一土曜に青山OATHで開催しているレギュラーPARTYのTOKYO CALLIN'では毎回5時間前後DJ PLAYしている。
- 本人は自身のDJプレイを「バレアリック」と形容したことは一度もないにもかかわらず、第三者がDJ YOGURTのDJプレイやMIXCDを説明する際に「バレアリック」と形容することが時々ある。
- 新譜と旧譜のどちらもかける選曲が好みで、旧譜なのに新譜のように聴かせる感覚のDJを愛している。
- YOGURTが好きなDJは、LARRY LEVAN・ RON HARDY ・MIX MASTER MORRIS・KUBOTA TAKESHI ・DJ HIKARU・DJ NOBU・DJ HARVEY ・NICK THE RECORD・RICARD VILLAROBOSら。
- 中学生の頃にビートルズに夢中になり、特にジョン・レノンからはその音楽性のみならず、数々の言動にも多大な影響を受け、ビート文学やUKのロック、サイケデリックカルチャー、インドの文化等に興味を持つきっかけになった。それほどビートルズが好きだったにもかかわらず、1991年にテクノに衝撃を受けて以後数年間はほとんどビートルズを聴くことなく、テクノやハウス、アヴァンギャルドな電子音楽や現代音楽、ジャズやワールドミュージック等インストゥルメンタルの曲を中心に探して聴いていた。
- 2000年頃からD’ANGELOの2NDアルバム「VOODOO」がきっかけになり、10代の頃のように歌ものも再び聴くようになったとDJ YOGURT"本人が語っている。
- 2020-2022年のコロナ禍の間にデータを買うようになり、2021年半ばからUSBでDJ PLAYする機会が増加中

## Discography

### CD
- UPSETS / Sound Of Sleep(Upset Recordings/Upsetcd001)(2001年12月)
- UPSETS / Cruisin'With(Upset Recordings/Upsetcd002)(2002年12月)
- YOGURT / Sound Of Sleep By Yogurt From Upsets(Upset Recordings/Upsetcd003)(2003年9月)
- UPSETS Feat.Zero / Groove On(Tri-Eight Recordings/TERCD003(2004年11月)
- YOGURT / DJ YOGURT PRESENTS SINGLES&REMIXES 2005 TO 2008(Lastrum / LACD-0135)(2008年5月)
- YOGURT / Sound Of Sleep By Yogurt From Upsets With Betaland(Master Of Life/MLCDV001)(2009年5月)

Sound Of Sleep By Yogurt From Upsets収録曲の別MIXや別VERSION、未発表曲やレア曲をまとめたCDと、Sound Of Sleep By Yogurt From Upsetsオリジナル版の音に合わせてBetalandが制作した映像を収録したDVDの2枚組。ジャケットやブックレット、DVD盤面等のデザインは全てQOTAROOによるもの。
- JEBSKI& YOGURT  （2009年9月18日）・曽我部恵一主宰ROSE RECORDSからエンジニア/クリエイターのJEBSKIとユニットを組んでアルバムをリリース。
- YOGURT&KOYAS / Chill Out(Third Ear/XECD-1127)(2010年3月)・エンジニア/クリエイターのKOYASとユニットを組んでアルバムをリリース。
- YOGURT&KOYAS / SOUND OF SLEEP AND MEDITATION(UPSET RECORDINGS) （2010年9月）・SOUND OF SLEEPシリーズの四枚目で、シリーズ初のKOYASとの共作。
- 大澤 誉志幸/ 白昼夢(YOGURT&KOYAS REMIX)(TEICHIKU) （2011年)
- 大澤 誉志幸/ きっとハレルヤ(YOGURT&KOYAS REMIX)(TEICHIKU) （2012年)
- 奇妙礼太郎/ 45回転(YOGURT&KOYAS REMIX)(GRAND GALLERY) （2013年)
- YOGURT&KOYAS/ REMIX WORKS 2010 TO 2013(UPSET RECORDINGS) （2014年)
- 踊ってばかりの国 / クロール (DJ YOGURT AND MOJA REMIX) (2020年）CD＋TシャツとしてFIVELATERからリリース
- 踊ってばかりの国 / RIGHT NOW(DJ YOGURT&MOJA DUB REMIX) (2020年) CD＋トートバッグとしてFIVELATERからリリース
- DJ YOGURT AND MOJA/VOLUME ONE(AMIDIST/DISC UNION)(2021年)

### レコード
- UPSETS/ Unconventional E.P.(Upset Recordings/Upset001)(2001年2月)
- UPSETS / Upsets Meets 虻 E.P.(Upset Recordings/Upset002)(2003年8月)
- UPSETS Feat.Zero / Favorite Groove(Tri-Eight Recordings/TER12001)(2004年12月)
- UPSETS Feat.Zero/EthnoDJ Kensei Nuetral Re-Edit(Tri-Eight Recordings/TER12002) (2005年8月)
- JEBSKI& YOGURT /Balearic Field(Tri-Eight Recordings/TER12005)(2006年1月)
- JEBSKI& YOGURT  / 2006 to 2007(Jet Set/JS12S015)(2007年2月)
- 曽我部恵一 / Music!(Rose Records/Rose44)(2007年6月)
"Music!"のDJ YOGURT REMIXを収録
- V.A. / Pop Up!(Rambling Records/)(2007年11月)コンピレーションCD"Pop Up!!"に提供した曲を12"シングルカット
- NABOWA / Pole Pole(Jet Set/JS12S018)(2007年11月) 
NABOWA /Pole Pole (YOGURT&KOYAS Production Remix)を提供
- Tegwon / Word(Jet Set/JS12S028)(2008年5月)"Word"のJEBSKI& YOGURT REMIXを収録
- UPSETS Feat.Zero /Remixes(Jet Set/JS12S036)(2008年12月)
- Dachambo/DWAALSTAR(Water Bawl Record/WBDA-0001)(2009年6月)
" DWAALSTAR"のYOGURT&KOYAS REMIXを2VERSIONと原曲の3曲を収録
- JEBSKI& YOGURT /Another Gravity(Rose Records/Rose91)(2009年8月)
- JEBSKI & YOGURT/ANOTHER GRAVITY(KAORU INOUE REMIX)/BALEARIC FIELD777(2009 MIX)(Rose Records/Rose92)(2009年8月)
- YOGURT&KOYAS PRODUCTION/春眠(7" Version)  (Rose Record/Upsetcd072)(2008年12月)
YOGURT&KOYAS PRODUCTION名義で、新曲「春眠」を提供。
- YOGURT&KOYAS / INTO THE PEAK(UPSET RECORDINGS) （2010年10月）
YOGURT&KOYASの「テクノへの愛情」を音に変換した作品。
- SIGNALES / Y.S.S.O.(YOGURT&KOYAS REMIX) （2010年12月）
DJ YOGURTのシューゲイザーへの長年に渡る思いが感じられるリミックス。
CHAPTER HOUSE”PEARL”からの影響がうかがえる仕上がり。
- 奇妙礼太郎トラベルスイング楽団/機嫌なおしておくれよREMIX(YOGURT&KOYAS REMIX) （2011年1月）
奇妙礼太郎がヴォーカリストを務める関西のビッグバンドトラベルスイング楽団の人気曲をYOGURT&KOYASがREMIX。
YOGURTが奇妙礼太郎の才能にほれ込み、YOGURT自身が奇妙礼太郎とトラベルスイング楽団のバンマス・安田にリミックスのオファーを交渉して実現した。
- 曽我部恵一BAND / スゥイング時代 / STARS (YOGURT&KOYAS REMIX)(Rose Records/Rose134)(2012年7月)
- 原田茶飯事 / 太陽 (YOGURT&KOYAS REMIX)(UPSET RECORDINGS)(2013年)
- ARTHUR'S LANDING / MIRACLE2(YOGURT&KOYAS REMIX)(BUDDHIST ARMY)(2013年)
- 踊ってばかりの国/ 踊ってはいけない国(DJ YOGURT REMIX)(ELE-KING/P-VINE) （2014年）
- ASIAN PSILOCYBE FOUNDATION/  WATER VEIN(DJ YOGURT&MOJA REMIX)(MENTAL GROOVE) （2016年)
- DJ YOGURT AND MOJA FEAT.SHIMOTSU KOJI/ いややこややEP(UPSET REC)(2017年)
- QUARTER TO AFRICA/ DROP YOUR FEARS(STONE FREE MIX BY DJ YOGURT AND MOJA)(TUFFBEATS)(2017年）
- DJ YOGURT AND MOJA/ DAIKAKU EP(MENTALGROOVE)(2018年）
- CHACKERS/ DUB CHACKERS（彼女が巻いてくれたらもう最高だ DJ YOGURT AND MOJA SUSHI?DUB VERSION収録)(FADE-IN RECORDS)(2020年）
- DJ YOGURT AND MOJA/ VOLUME ONE AND UNRELESED(AMIDST/DISC UNION)(2021年)

### CD/DVD
- BIOMASS(BIOMASS/001)(2003年9月)・Upsets"Sound Of Sleep"から2曲を提供して、合掌が映像を制作。
- DJ YOGURT WITH BETALAND / Sound Of Sleep By Yogurt(New Edition)(Master Of Life/MLCDV-0001)(2009年6月)
CDの項で説明あり。

### 配信
- 私立恵比寿中学/ いい湯かな(DJ YOGURT CHILL OUT JAZZ REMIX FEAT.金子巧FROM CRO-MAGNON)(DEF STAR) （2015年)

### 参加作品
- V.A. / Landfish Compilation(Landfish records)(1999年10月)CD・"Upsets/Suck It '98"を提供
- V.A. / Cisco Techno Shop3rd AnniversallyCompilationCD(Cisco/?)(1999年10月)"Upsets/Rollin'727"を提供
- V.A. / 至福刑事(P-Vine/PCD-5655-57)(2002年5月3CD・Disc3に、"Upsets/Get Ready,Still Fresh"を提供
- V.A. / シネマサウンドトラック"開"(Canario/CAIP-6004)(2003年7月)・"Upsets/太陽の下で"を提供(この後リリースしたYogurtのソロアルバムに別Mixを収録)
- V.A./Feast(Tri-Eight Production/TERCD007)(2006年4月)・Upsets Feat.Zero/Ethno(Nuetral Edit)、*:Jebski&Yogurt/BalearicField(5.a.m.Version)の2曲を提供
- V.A. / Pop Up!!(Rambling Records/RBCP2347)(2007年10月)・DJ Yogurt&Koyas名義で"Mercy Mercy Me"を提供。この後このリミックスは多くのコンピレーションに収録されている。
- V.A. / White Album(SWC / LWCD-6)(2007年10月)・DJ Yogurt&Koyas Production名義で"Groove On '07"を提供。
- Various Artist / Perfect!(Rose Record/Upsetcd072)(2008年12月)・YOGURT&KOYAS PRODUCTION名義で、新曲「春眠」を提供。

## Sources
- DJヨーグルト インタビュー（エレキング）
- YOGURT & KOYAS インタビュー（HMVオンライン）
- YOGURT & KOYAS インタビュー（next thirty three）

## External links
- twitter
- 2010年以後はtwitterやfacebookからの情報発信が中心になっている